# عبد الله الأحسن
عبد الله الأحسن أستاذ العلوم السياسية والعلاقات الدولية بجامعة اسطنبول شهير. قبل ذلك، كان عبد الله أستاذ في قسم التاريخ والحضارة، الجامعة الإسلامية العالمية بماليزيا. هو معروف بعمله الأكاديمي في توثيق منظمة المؤتمر الإسلامي وكتابته عن الأزمات في العالم الإسلامي ما بعد الاستعمار من خلال دراسته العلاقات بين الحضارة الغربية والإسلامية المعاصرة.

## التعليم
عبد الله الأحسن أكمل دراساته لدرجة البكالوريوس من جامعة البنجاب في الدراسات العامة والماجستير من جامعة قائد الأعظم في التاريخ من باكستان. واصل بعده دراساته في جامعة ماكجيل، مونتريال، كندا، وحصل على درجة الماجستير في الدراسات الإسلامية، أخيرًا حصل على درجة الدكتوراه في التاريخ من جامعة ميشيغان، آن أربور، ميشيغان، الولايات المتحدة. 

## فهرس
نشر عبد الله الأحسان كتب ودراسات ومقالات حول العلاقة بين الحضارة الإسلامية والغربية المعاصرة مع التركيز بشكل خاص على التعلم والسياسة والحكم الرشيد. بالإضافة إلى ذلك الأحسن يكتب أيضا عن القضايا المعاصرة في العالم الإسلامي. وهو مساهم منتظم في وكالات مثل الجزيرة (قناة) ،  وتركيااجندا  ووكالة الأناضول التركية، حيث كتب عن كشمير  والديمقراطية وحقوق الإنسان. وقدتمت ترجمة كتبه ومقالاته إلى عدد من اللغات مثل العربية والبنغالية والبوسنية والتركية والأوردو.

### كتب
- منظمة المؤتمر الإسلامي: مقدمة إلى مؤسسة سياسية إسلامية (1988) (ردمك 978-0912463131)
- الأمة أو الوطن: أزمة الهوية في المجتمع الإسلامي المعاصر ، (1992) (ردمك 978-0860372202)
- تاريخ الخلافة الراشدية (2000). (ردمك 978-4395106158)
- توجيه للحكم الرشيد: الاستكشافات في المناهج القرآنية والعلمية والثقافية المتبادلة عبد الله الأحسن، ستيفن ب. يونغ، (يونيو 2008) (ردمك 9789833855483)
- الإرشادات القرآنية للحكم الرشيد: نظرة معاصرة ، الطبعة الأولى. (2017) (ردمك 978-3319578729)

### المنشورات الصادرة
- مشاكل وجهات النظر مركزية أوروبية في التاريخ: دراسة لبعض الآراء الأولية حول الاستعمار في العالم الإسلامي. الشجرة، 18 (1) 2013. ص.   35-58.
- الصراع الحضاري أو التجديد أو التحول: الدور المحتمل لمنظمة المؤتمر الإسلامي. الإسلام والتجدد الحضاري 4 (4). 2013. ص.   579–600.
- حوار الحضارات: التصورات الإسلامية والغربية. الشجرة، 16 (2). 2011. ص.   157-179.
- التحدي الإسلامي: بين «التحديث» والترهيب. الشجرة، 15 (2). 2010. ص.   117-148.
- أطروحة اصتدام الحضارات والمسلمون: البحث عن نموذج بديل. الدراسات الإسلامية، 48 (2). 2009. ص.   189-217.